# Oribatellidae
Oribatellidae zijn  een familie van mijten. Bij de familie zijn 10 geslachten met circa 130 soorten ingedeeld.